# Shinshiro
Shinshiro è una città giapponese della prefettura di Aichi.